# Wybory parlamentarne w Islandii w październiku 1959 roku
Wybory parlamentarne w Islandii odbyły się 25-26 października 1959. Były to drugie wybory w tym roku.
Po raz pierwszy wybierano 60 członków Alþingi (dotychczas parlament był 52-osobowy). Po wyborach powstała koalicja Partii Niepodległości z Partią Socjaldemokratyczną, która miała przetrwać 12 lat, do wyborów w 1971 roku.
Antyamerykańskiej Partii na rzecz Zachowania Narodu (Þjóðvarnarflokkurinn) po raz kolejny nie udało się zdobyć mandatów. W następnych wyborach jej członkowie wystartują z list Związku Ludowego.

## Wyniki wyborów
| Partia                                                   | Liczba głosów | %    | +/–% | Liczba mandatów | +/– |
| -------------------------------------------------------- | ------------- | ---- | ---- | --------------- | --- |
| Partia Niepodległości (Sjálfstæðisflokkurinn)            | 33 800        | 39,7 | -2,8 | 24              | +4  |
| Partia Postępu (Framsóknarflokkurinn)                    | 21 882        | 25,7 | -1,5 | 17              | -2  |
| Związek Ludowy (Alþýðubandalagið)                        | 13 621        | 16,0 | +0,8 | 10              | +3  |
| Partia Socjaldemokratyczna (Alþýðuflokkurinn)            | 12 909        | 15,2 | +2,7 | 9               | +3  |
| Partia na rzecz Zachowania Narodu (Þjóðvarnarflokkurinn) | 2 883         | 3,4  | +0,9 | 0               | ±0  |
| Razem (frekwencja - 90,4%)                               | 86 426        | 100  |      | 60              |     |
| źródło:                                                  |               |      |      |                 |     |